# 계산 지능
계산 지능(CI, Computational Intelligence)이라는 표현은 일반적으로 데이터나 실험적 관찰을 통해 특정 작업을 학습하는 컴퓨터의 능력을 나타낸다. 일반적으로 소프트 컴퓨팅의 동의어로 간주되지만 컴퓨팅 지능에 대해 일반적으로 받아들여지는 정의는 아직 없다.
일반적으로 계산 지능은 몇 가지 이유 때문에 수학적 또는 전통적인 모델링이 쓸모가 없을 수 있는 복잡한 실제 문제를 해결하기 위한 자연에서 영감을 받은 계산 방법론 및 접근 방식의 집합이다. 프로세스 중 불확실성이 있거나 프로세스가 본질적으로 확률론적일 수 있다. 실제로 많은 실제 문제는 컴퓨터가 처리할 수 있는 이진 언어(0과 1의 고유 값)로 변환될 수 없다. 따라서 컴퓨팅 지능은 이러한 문제에 대한 솔루션을 제공한다.
사용된 방법은 인간의 추론 방식에 가깝다. 즉, 부정확하고 불완전한 지식을 사용하며 적응적인 방식으로 제어 조치를 생성할 수 있다. 따라서 CI는 다섯 가지 주요 보완 기술을 조합하여 사용한다. 컴퓨터가 자연어를 이해할 수 있게 하는 퍼지 논리, 생물학적인 것처럼 작동하여 경험적 데이터를 시스템이 학습하도록 하는 인공 신경망, 자연 선택 과정을 기반으로 하는 진화 컴퓨팅, 학습 이론 및 확률론적 방법을 기반으로 한다. 불확실성 부정확성을 처리하는 데 도움이 된다.
이러한 주요 원리를 제외하고 현재 인기 있는 접근 방식으로는 진화 연산의 일부로 볼 수 있는 군집 지능, 인공 면역 시스템 등 생물학적에서 영감을 받은 알고리즘, 이미지 처리, 데이터 마이닝, 자연어 처리, 인공지능 등이 있다. 컴퓨팅 지능과 혼동된다. 그러나 컴퓨터 지능(CI)과 인공 지능(AI)은 모두 비슷한 목표를 추구하지만 둘 사이에는 분명한 차이가 있다.
따라서 컴퓨팅 지능은 인간처럼 수행하는 방법이다. 실제로 '지능'의 특성은 대개 인간에게 귀속된다. 최근에는 많은 제품과 품목이 추론 및 의사 결정과 직접적으로 연결된 속성인 "지능적"이라고 주장한다.

## 같이 보기
- 지능형 로봇
- 데이터 마이닝